# بين كارلن
بين كارلن (بالإنجليزية: Ben Carlin)‏ كان مغامرًا أستراليًا وأول شخص ينهي ملاحة دورانية حول العالم في مركبة برمائية. وُلد كارلن في نورثام، أستراليا الغربية، والتحق بمدرسة غيلدفورد النحوية في برث، ثم درس هندسة التعدين في مدرسة كالغورلي للمناجم. بعد أن أصبح مهندسًا، عمل في منطقة غولدفيلدز قبل أن يهاجر في عام 1939 إلى الصين للعمل في منجم فحم بريطاني. في الحرب العالمية الثانية، تعين كارلن في فيلق القوات البرية الهندي الهندسي، وخدم في الهند وإيطاليا وجميع أنحاء الشرق الأوسط. بعد تسريحه من الخدمة في عام 1946، هاجر إلى الولايات المتحدة مع زوجته الأمريكية، إلينور (اسمها عند الولادة آرون).
بدأ كارلن رحلته بعد فكرة تراودت إلى ذهنه في أثناء وجوده في الجيش، واقترح أن يقضي مع زوجته شهر العسل عن طريق عبور المحيط الأطلسي في مركبة فورد جي بّي إيه معدلة (نسخة برمائية من جيب فورد جي بّي دبليو)، والتي أطلقا عليها اسم هاف-سيف. بعد بداية رحلتهما في مونتريال في كيبيك، كندا، أنهى الزوجان أخيرًا العبور عبر الأطلسي في عام 1951، بعد عدة محاولات فاشلة. من هناك، سافرا إلى أوروبا، واستقرا مؤقتًا في برمنغهام لجمع المزيد من الأموال. استأنفا رحلتهما في عام 1954، وسافرا برًا عبر الشرق الأوسط قبل وصولهم إلى كلكتا. بعد إكمالهما رحلة قصيرة لجمع التبرعات إلى أستراليا، عادت زوجة كارلن إلى الولايات المتحدة. استأنف رحلته مع شركاء جدد، وسافر عبر جنوب شرق آسيا والشرق الأقصى إلى الطرف الشمالي لليابان، ثم إلى ألاسكا. بعد جولة ممتدة عبر الولايات المتحدة وكندا، عاد مع مركبة هاف-سيف أخيرًا إلى مونتريال، بعد أن قطع أكثر من 17,000 كيلومتر (11,000 ميل) عن طريق البحر و62,000 كيلومتر (39,000 ميل) برًا خلال رحلة استمرت عشر سنوات. بعد وفاة كارلن في عام 1981، استحوذت مدرسته القديمة، غيلدفورد النحوية، على هاف-سيف، حيث بقيت معروضة.

## النشأة والخدمة العسكرية
ولد فريدريك بينجامين كارلن في 27 يوليو عام 1912 في نورثام، أستراليا الغربية، وهي بلدة صغيرة في منطقة ويتبيلت. توفيت والدته، أميليا برامويل، عندما كان في الرابعة من عمره، ونشأ على يد والده، فريدريك سيسيل كارلن، الذي كان مهندسًا كهربائيًا يعمل في السكك الحديدية التابعة لحكومة أستراليا الغربية. في سن العاشرة، أُرسل كارلن إلى مدرسة غيلفدورد النحوية في برث. ترك المدرسة في عام 1929، والتحق بمدرسة كالغورلي للمناجم، حيث درس هندسة التعدين. بعد أن أصبح مهندسًا، عمل لفترة في منطقة غولدفيلدز المحيطة. في عام 1939، انتقل إلى بكين، الصين، للعمل في شركة بريطانية لتعدين الفحم.
عند اندلاع الحرب العالمية الثانية، التحق كارلن بالجيش الهندي. قبل مغادرته إلى الهند، تزوج من جيرترود بلاث، وهي مواطنة ألمانية كانت تعيش في الصين مع خالتها وعمها. تزوج الثنائي في 20 أبريل عام 1940، في تيانجين، رغم أنهما انفصلا قبل نهاية الحرب. بعد أن تم تجنيده في الأصل في شانغهاي، أُرسل كارلن لاحقًا لينضم إلى مهندسي مدراس العسكريين في فيلق القوات البرية الهندي الهندسي. في أغسطس عام 1941، تمت ترقيته إلى منصب ملازم ثانٍ، كجزء من خطة «لجان الطوارئ» التي تشكلت في بداية الصراع. في أثناء الحرب، خدم كارلن في الهند والعراق وبلاد فارس وفلسطين وسوريا وإيطاليا، وبحلول نهاية الصراع، تمت ترقيته إلى رتبة رائد. قرب نهاية الحرب، التقى بممرضة أمريكية تعمل مع حركة الصليب الأحمر، تدعى إلينور أرون، وكانت في الأصل من بوسطن. عند تسريحه من الخدمة في عام 1946، هاجر الثنائي إلى ماريلند، حيث تزوجا في النهاية، في يونيو عام 1948.

## الملاحة الدورانية

### هاف-سيف والتحضيرات الأولى
طوال الحرب، استخدم الحلفاء أنواعًا المختلفة من المركبات البرمائية. كانت فورد جي بّي إيه من أكثر المركبات استخدامًا، وهي نسخة معدلة من جيب فورد جي بّي دبليو (تُعرف أيضًا باسم «سيب»). في الهند وقرب نهاية الحرب، لاحظ كارلن وجود مركبة جي بّي إيه من بين مجموعة مركبات الجيش العسكرية. اقترح أنه يمكن استخدام هذه المركبة لنقله إلى جميع أنحاء العالم، مواجهًا سخرية زملائه المهندسين، يُعتقد أنه قال: «بقليل من التأنق والتعديل، يمكنك التجوال حول العالم في مثل هذه المركبة». بقيت الفكرة تجول في عقل كارلن بعد زواجه، واقترح على زوجته أن يقضيا شهر العسل عن طريق عبور المحيط الأطلسي في نسخة معدلة من جي بّي إيه. بعد قدر كبير من المتاعب، تمكن الزوجان أخيرًا من شراء مركبة فورد عام 1942 (الرقم التسلسلي 1239) من مزاد حكومي في واشنطن العاصمة، مقابل 901 دولارًا أمريكيًا (ما يعادل 10,934 دولارًا في عام 2021). صُنعت المركبة في الأصل في مصنع شركة فورد في ريفر روغ بولاية ميشيغان، وهي واحدة من أصل 12,778 مركبة بنيت خلال الحرب. حاول بدايةً إقناع شركة فورد بأن تتولى رعاية رحلته المقترحة، لكن الشركة رفضت، معتقدةً أن المركبة غير مخصصة لمثل هذه الرحلة. احتاجت المركبة إلى عدة تعديلات لتصبح صالحة للإبحار، بما في ذلك إضافة قيدوم، كما تحوي القوارب، ودفة وحجرة أكبر وخزاني وقود إضافيين -أحدهما في مقدمة السفينة والآخر في أسفل «بطن» المركبة، أي في المؤخرة. ضمن الحجرة، تم تركيب سرير طبقي وتعديل لوحة القيادة لتشمل أدوات جوية، بالإضافة إلى راديو مزدوج المسار (بما في ذلك جهاز إرسال واستقبال من المجموعة رقم 19). بالمجمل، تم تمديد طول السفينة بـ3 أقدام لتصبح 18 قدمًا (5.5 م)، وزيادة سعة الوقود إلى 200 غالون (760 لترًا) بعدما كانت السعة الأصلية 12 غالونًا (45 لترًا). سمح بناء خزان الوقود أسفل بطن المركبة بالتخلص منه عندما يصبح فارغًا، ما ساعد في تقليل الوزن الإجمالي البالغ ثلاثة أطنان (6,720 رطلًا أو 3,048 كغ). سُميت السفينة باسم هاف-سيف (الأمان الجزئي)، بعد ظهور شعار أريد، وهي علامة تجارية لمزيل العرق -«لا تكتفي بالأمان الجزئي -استخدم أريد للضمان».

## الحياة اللاحقة والإرث
بعد انتهاء الرحلة، بقيت هاف-سيف في الولايات المتحدة، حيث كان يعرضها صديق كارلن، جورج كاليمر الذي كان شريكًا في ملكية المركبة، بين الحين ولآخر. بقي كارلن في البلاد لفترة، إذ كان يلقي محاضرات، قبل أن يعود إلى برث، حيث أقام في كوتيسلو. بعد أن طلق كارلين زوجته الثانية إلينور بحلول ديسمبر عام 1955، تزوج للمرة الثالثة في 1 يونيو عام 1963 في الولايات المتحدة، من سينثيا هندرسون. رغم أن زواجهما لم يدم طويلًا، أنجبا ابنة واحدة، ديردري سكوت كارلن، في مارس عام 1964. توفي كارلن في برث في مارس عام 1981، جراء نوبة قلبية، وحرقت جثته في مقبرة كركاتا. توفيت زوجته الثانية، إلينور، التي أكملت النصف الأول من رحلته معه، في عام 1996 في مدينة نيويورك. ترك كارلن حصته من هاف-سيف لمدرسته القديمة، غيلدفور النحوية، بالإضافة إلى مبلغ كبير قدمه لأغراض تمويل منحة دراسية. 
عرضت المركبة سابقًا على المتحف البحري الأسترالي الغربي، الذي رفض العرض بسبب عدم وجود مساحة كافية للعرض. اشترت مؤسسة غيلدفورد النحوية لاحقًا الحصة الأخرى من المركبة، ونقلتها إلى حرم المدرسة في غيلدفورد، أستراليا الغربية. نشرت المدرسة أيضًا بعد وفاته كتابًا تحت عنوان «النصف الآخر من هاف-سيف»، والذي يفصّل الجزء الثاني من رحلة كارلن. في عام 1999، نُقلت المركبة بالشاحنة عبر أستراليا إلى كوروا، نيوساوث ويلز، حيث عُرضت في احتفال سنوي على نهر موراي، بالإضافة إلى 16 مركبة برمائية أخرى من الحرب العالمية الثانية. تُعرض هاف-سيف حاليًا في غرفة زجاجية صُنعت خصيصًا في الحرم الرئيسي لمدرسة غيلدفورد النحوية. استُخدمت الأموال التي تبرع بها كارلن لتأسيس منحة شارلوت كارلين (المسماة نسبةً لوالدته)، والتي تُقدم بهدف «إتقان اللغة الإنجليزية مع تجنب الكلمات المبتذلة». أعلنت موسوعة غينيس للأرقام القياسية بأن كارلن قد أكمل «الملاحة الدورانية الأولى والوحيدة عبر مركبة برمائية».